# Dwór Reszków w Garnku
Dwór Reszków w Garnku – dwór, który znajdował się w Garnku, w powiecie częstochowskim. Zniszczony podczas pożaru w 1948 roku.

## Historia
Rodzeństwo śpiewaków operowych: Jan, Edward i Józefina Reszke nabyło pod koniec XIX wieku kilka majątków w okolicach Częstochowy, gdzie już mieszkała ich siostra Emilia, z mężem Adamem Michalskim. Edward zakupił Garnek, Józefina Kłomnice a Jan Skrzydlów oraz majątki w Kłobukowicach, Witkowicach i Chorzenicach.
Edward Reszke zakupił około 230 hektarowe dobra garnkowskie w 1895 roku przy pośrednictwie szwagra Adama Michalskiego. Był to mały zaniedbany dworek Moraczewskich (byłych właścicieli majątku) ze zrujnowanymi budynkami gospodarczymi (funkcjonalność zachował jedynie spichlerz) oraz zdziczały park. Nowy właściciel w pierwszej kolejności kazał uporządkować park. Ponieważ Edward Reszke w tym czasie mieszkał i występował w Nowym Jorku, wszelkie prace w Garnku nadzorował jego szwagier. Wykonanie projektu i nadzór nad budową dworu Reszke zlecił francuskiemu architektowi Franciszkowi Arveuf. Inwestycja zaczęła się w 1896 roku i trwała około dwóch lat. Architekt nie przestrzegał jednak zaakceptowanego przez właściciela planu. Podobno gdy Reszke zobaczył swój nowy dom był rozczarowany. Brakowało np. schodów na piętro, łazienek i sanitariatów. Mankamentem był również brak pomieszczeń kuchennych. Kuchnia została zaprojektowana jako osobny budynek około 30 metrów od dworu.
W 1903 roku Edward ostatecznie osiadł w Garnku. W parku zaprojektowanym przez Waleriana Kronberga wybitnego XIX-wiecznego budowniczego ogrodów zasadził rzadkie gatunki drzew, wytyczył alejki, wybudował kort tenisowy oraz stróżówkę, gdzie prowadził tzw. ochronkę dla dzieci pracowników majątku, założył sad i szklarnie. Ziemię orną Reszke wydzierżawił chłopom. Uporządkował również lasy, wytyczył rewiry i dukty, okalając je brzozami. Przyjeżdżali tu zagraniczni i znani goście, wśród nich Lubomirscy z Kruszyny i Kronenbergowie, wakacje spędzał młody, nowo odkryty talent – Jan Kiepura, urządzano polowania i kawalkady konne. W tym czasie mieszkańcy wsi znajdowali w dworze zatrudnienie i mieli zapewniony zbyt dla swoich produktów.
Po śmierci Edwarda Reszke w 1917 roku jego żona Helena przekazała majątek córce, również Helenie, która po rozwodzie z pierwszym mężem przyjechała do Polski z dwiema córkami: Marią i Krystyną. W 1924 roku Helena ponownie wyszła za mąż za Włodzimierza Grabowskiego. Z tego małżeństwa przyszła na świat jeszcze dwójka dzieci: syn Włodzimierz i córka Irena. Helena z drugim mężem zaczęła gospodarować w majątku, który z rezydencji stawał się zwykłym gospodarstwem rolnym. Jesienią 1937 roku Garnek przeszedł w ręce najstarszej córki Heleny – Marii i jej męża Edwarda Bilowicza.

### II wojna światowa
Maria i Edward Bilowiczowie podczas II wojny światowej zaangażowali się w działalność konspiracyjną. Byli członkami paramilitarnej organizacji polskich ziemian „Uprawa-Tarcza”. Maria nosiła pseudonim „Arktur”, a jej mąż – „Rolnik 2”. Bilowiczowie prowadzili w Garnku roszarnię lnu, w której zatrudniali wielu działaczy ruchu oporu. Przez całą okupację do dworu w Garnku trafiali różni ludzie, których gospodarze przedstawiali jako członków rodziny. Niektórych ukrywano przed Niemcami, a dwór w Garnku świetnie się do tego nadawał. Każdy pokój miał przylegającą niewielką komórkę, a za nią jeszcze mały schowek. Schowki były połączone niskim korytarzykiem, którym można było obejść dom dookoła i przez komórki wchodzić niezauważenie do pokoi. Wejścia do schowków były zamaskowane, umieszczone np. w boazerii i tylko właściciele wiedzieli jak je otworzyć. Niemcy nie byli w stanie znaleźć ukrywających się tam ludzi.
Dwór miał dwie kondygnacje – parter i poddasze – ale architekt tak balansował z wysokością pomieszczeń, że stworzył np. pokój ukryty między stropem parteru, a podłogą poddasza. A jeden z pokoi położonych na piętrze w ogóle nie miał drzwi. By wejść do środka, trzeba było zsunąć się po belce stropowej. Architektura dworu była więc skomplikowana i niefunkcjonalna, ale sprawdziła się w do ukrywania ludzi.
17 stycznia 1945 roku w Garnku pojawili się sowieccy żołnierze. Sowieci szukali alkoholu, rabowali dworskie gospodarstwo, zabili cały żywy inwentarz, zniszczyli przechowywane zboże, zgwałcili też kucharkę. Korzystając z zamieszania Bilowiczowie uciekli do wsi Huby. Kiedy Sowieci pomaszerowali dalej, właściciele wrócili, ale w niedługim czasie Edward Bilowicz wyjechał na Śląsk w poszukiwaniu pracy. W Garnku została Maria Bilowiczowa z trójką małych dzieci, siostrą i piastunką. Kobiety wegetowały w pustym i wyziębionym dworze, były na życzliwym utrzymaniu mieszkańców wsi.

### Po 1945 roku
Pod koniec lutego 1945 roku do Garnka przyjechał przedstawiciel Urzędu Powiatowego z Radomska i odczytał Marii Bilowiczowej dekret o upaństwowieniu majątku. Poradził, aby jak najszybciej opuściła dwór, bo będzie przeszkadzać w parcelacji ziemi. Oprócz osobistych rzeczy mogła zabrać tylko jedno łóżko, stół, krzesło i szafę. Majątek Garnek został rozparcelowany na 99 działek, które po pewnym czasie scalono i utworzono Państwowe Gospodarstwo Rolne. We dworze zakwaterowano przypadkowych lokatorów, którzy nie dbali o budynek. 24 sierpnia 1948 roku dwór się spalił. Spłonęły również albumy ze zdjęciami i stroje estradowe Edwarda Reszke.
W późniejszym czasie przez środek parku wytyczono asfaltową drogę prowadzącą do miejscowości Święta Anna. Po dworze pozostała jedynie stróżówka, w której utworzono urząd pocztowy a później filię biblioteki w Kłomnicach.
Część parku przeszła w prywatne posiadanie. Na fundamentach dworku Moraczewskich powstał budynek mieszkalny w stylu szlacheckim. Zachodnią część parku uporządkowano z inicjatywy grupy ludzi zafascynowanych rodem Reszke. Powstało boisko i alejki spacerowe. Parkowi w 2006 roku nadano imię Braci Reszke.